# Le Valdécie
Le Valdécie is een plaats en voormalige gemeente in het Franse departement Manche in de regio Normandië en telt 118 inwoners (2009).
Op 1 januari 2016 fuseerde Le Valdécie met Bricquebec, Les Perques, Quettetot, Saint-Martin-le-Hébert en Le Vrétot tot de huidige gemeente Bricquebec-en-Cotentin. Deze gemeente maakt deel uit van het arrondissement Cherbourg.

## Geografie
De oppervlakte van Le Valdécie bedraagt 4,0 km², de bevolkingsdichtheid is dus 29,5 inwoners per km².
De onderstaande kaart toont de ligging van Le Valdécie met de belangrijkste infrastructuur en aangrenzende gemeenten.

## Demografie
Onderstaande figuur toont het verloop van het inwonertal (bron: INSEE-tellingen).

Bricquebec · Les Perques · Quettetot · Saint-Martin-le-Hébert · Le Valdécie · Le Vrétot